# Buldak ramen
Les Buldak ramen, également appelées Hot Chicken Flavor Noodles ou simplement nouilles piquantes au poulet (en coréen : 불닭볶음면, buldak-bokkeum-myeon, littéralement « nouilles sautées au poulet de feu (en) ») est une gamme de préparations de nouilles instantanées assaisonnées commercialisée depuis 2012 par la marque sud-coréenne Samyang Foods (en).
Ces nouilles instantanées sont populaires en Corée du Sud, mais également dans de nombreux pays dans le monde. Il s'agit du produit le plus vendu de la gamme proposée par Samyang Foods, avec un total de quatre milliards de sachets vendus depuis le début de leur mise sur le marché jusqu'en août 2022.
Il s'agit d'une des préparations pour nouilles instantanées les plus épicées vendues sur le marché coréen, la recette originelle ayant un taux de 4 404 sur l'échelle de Scoville.

## Histoire
Les Buldak Hot Chicken Flavor Ramen ont été mises sur le marché en avril 2012. La recette s'inspire d'un plat de poulet sauté épicé, le buldak (en), que Kim Jung-soo, l'une des membres du service commercial de Samyang Foods (en), avait eu l'occasion d'examiner lors d'un repas au restaurant en 2010. Kim s'était souvenu avoir vu les clients « transpirer et s'éventer la langue, luttant entre plaisir et douleur ». Lorsque l'équipe de développement proposait des prototypes pour ces nouvelles nouilles instantanées, Kim leur disait systématiquement de les faire plus épicées.
Ces nouilles instantanées ont connu la popularité tout autour du monde lorsque le phénomène internet « The Fire Noodle Challenge » est devenu viral sur YouTube. Ce défi a été lancé sur la chaîne YouTube Korean Englishman (en) en 2014. Josh Carrott, le principal animateur de la chaîne, a défié ses amis britanniques pour voir lesquels d'entre eux parviendraient à finir le plus rapidement ces nouilles, sans boire aucune boisson pour se rafraîchir,,. La popularité de cette vidéo a poussé d'autres créateurs de contenu un peu partout dans le monde à réaliser le même défi, ce qui a eu pour conséquence de populariser ces nouilles instantanées
En 2024, trois références de la gamme — Buldak 3x Spicy & Hot Chicken, 2x Spicy & Hot Chicken et Hot Chicken Stew — ont été rappelées au Danemark, l'Agence danoise des produits alimentaires et médicamenteux (da) considérant que les niveaux de capsaïcine contenus dans un simple paquet de ces nouilles sont « si élevés qu’ils présentent un risque d’empoisonnement aigu pour le consommateur »,.
La marque a déclaré qu'elle avait bien pris note que le rappel de produit était lié à une recette trop pimentée, et non à un défaut de qualité. Samyang Foods s'est toutefois étonné de cette décision, une première dans le monde.

## Description
Il s'agit d'une des préparations pour nouilles instantanées les plus épicées vendues sur le marché coréen, la recette originelle ayant un taux de 4 404 sur l'échelle de Scoville.
Il s'agit d'une préparation de type « nouilles sautées » déshydratées. Pour être consommées, les nouilles doivent être cuites, égouttées, puis mélangées avec une sauce épicée et saupoudrées d'une garniture.
La gamme Hot Chicken Flavor Ramen  est le plus gros succès commercial de Samyang Foods, avec un total de quatre milliards de sachets vendus depuis le début de leur mise sur le marché jusqu'en août 2022, puis entre six et sept milliards de sachets vendus un an plus tard, représentant un chiffre d'affaires compris entre 5,1 et 5,9 millions de dollars américains.
La mascotte de la gamme Hot Chicken Flavor Ramen est un poulet nommé Hochi (coréen : 호치).

## Ventes
Porté par les exportations, la gamme devient le plus gros succès commercial de la marque à partir du deuxième semestre 2016. En 2017, la gamme Buldak ramen représente plus de 85% des exportations de Samyang Foods, et 55% des ventes.
En 2016, lorsque les ventes des Buldak-bokkeummyeon ont fortement augmenté, le chiffre d'affaires de Samyang Foods a augmenté de 23,5%, pour atteindre 359,3 milliards de wons. L'année suivante, Samyang Foods a à nouveau connu une croissance à deux chiffres, et un chiffre d'affaires estimé à 450 milliards de wons.